# Кернс
Кернс (на английски: Cairns) е град в северната част на щата Куинсланд, Австралийския съюз.
Градът носи името на Уилям Уелингтън Кернс, някогашен губернатор на щата. Населеното място е създадено, за да обслужва миньорите, които търсели злато в района на река Ходжкинсън, но се запазва след откриването на по-лесен маршрут в близост до Порт Дъглас. По-късно се развива като важна крайна железопътна гара и важен търговски пристан за износ на минерали, метали и селскостопанска продукция от Куинсланд.
Към 2016 г. в Кернс живеят 144 733 души, нареждайки го сред най-бързо разрастващите се градове в Австралия. За пример градът е бил с население от приблизително 116 хил. души през 2006 г.
Кернс се намира на около 1700 km от Бризбейн и на около 2420 km от Сидни. Поради изключително благоприятното му време през по-голямата част от годината и множеството атракции в близост до града Кернс е сред основните туристически центрове в Австралия. Големият бариерен риф се намира на не повече от 1 час с лодка от града, а на около 130 km отстои Природен парк „Дейнтрий“, известен с вечнозелените тропически гори, които се намират на територията му.
Градът е отправна точка за всички планиращи да опознаят полустров Кейп Йорк – най-северната част на Австралия. В близост до града се намират и Влажните тропици на Куинсланд, които са в списъка на световното наследство на ЮНЕСКО от 1988 г.
Кернс се намира в субтропичния климатичен пояс, на което се дължат дългите влажни и горещи лета и кратките сухи и прохладни зими. Дори през най-студените месеци температурите в Кернс рядко падат под 17 °C, а през лятото средната стойност е около 32 °C. Между ноември и май е периодът на мусоните.

## Личности, родени в Кернс
- Брентън Туейтс (1989), актьор
- Изабел Лукас (1985), актриса
- Райън Макголдрик (1981), спортист
- Рийс Уейкфийлд (1988), актьор